# Підпоручник
Підпору́чник або підпору́чик — офіцерське військове звання у деяких Європейських державах (населення яких є носіями слов'янських мов). Еквівалентом підпоручника в Збройних силах України є лейтенант. Код НАТО підпоручика OF-1.

## Підпоручик чи підпоручник
У слов'янських країнах поширені дві форми назви цього звання (рангу). Нижче будуть розглянуті особливості вживання цього звання у різних слов'яномовних країнах. В Легіоні УСС, також у південних слов'ян та у поляків поширена назва підпоручник. В інших країнах (Болгарії, Чехії, Словаччині та Росії) поширена назва підпоручик.

## Офіцерське званняУкраїнських січових стрільців(1914—1918)

Знаки розрізнення підпоручика Українських січових стрільців (1914—1918)

Обер-офіцерське військове звання українських січових стрільців, австро-угорським еквівалентом було військове звання «лейтенант» (нім. Leutenant). Вище за рангом ніж хорунжий, але нижче за поручника.
Українські січові стрільці, українське добровольче національне формування (легіон) у складі австро-угорської армії мало такі ж знаки розрізнення як і інші підрозділи цісарського війська. Звання хоч і мали українську назву, але були порівняні до айстро-угорських. Знаки розрізнення були на петлицях (для УСС синього кольору) у вигляді шестипроменевих зірочок та галунів (широкого для штаб-офіцерів, вузького для хорунжого та підхорунжого) . У 1915 році був виданий указ щодо використання добровольцями чотирьохпроменевих зірочок як знаків розрізнення, замість шестипроменевих, також змінювалося їх розташування на петлицях. Але це нововведення не набуло широкого розповсюдження. Наприкінці 1916 року у Австро-угорській імперії була введена нова форма, для якої не передбачалися кольорові петлиці. Знаки розрізнення кріпилися на комірі мундиру, за ними нашивалися вертикальні кольорові стрічки (для українського легіону жовта та блакитна стрічки).
Знаками розрізнення підпоручника була одна золотиста металева шестипроменева зірочка на петлиці (чи на комірі мундиру).

## Військовий чинРосійської імператорської армії

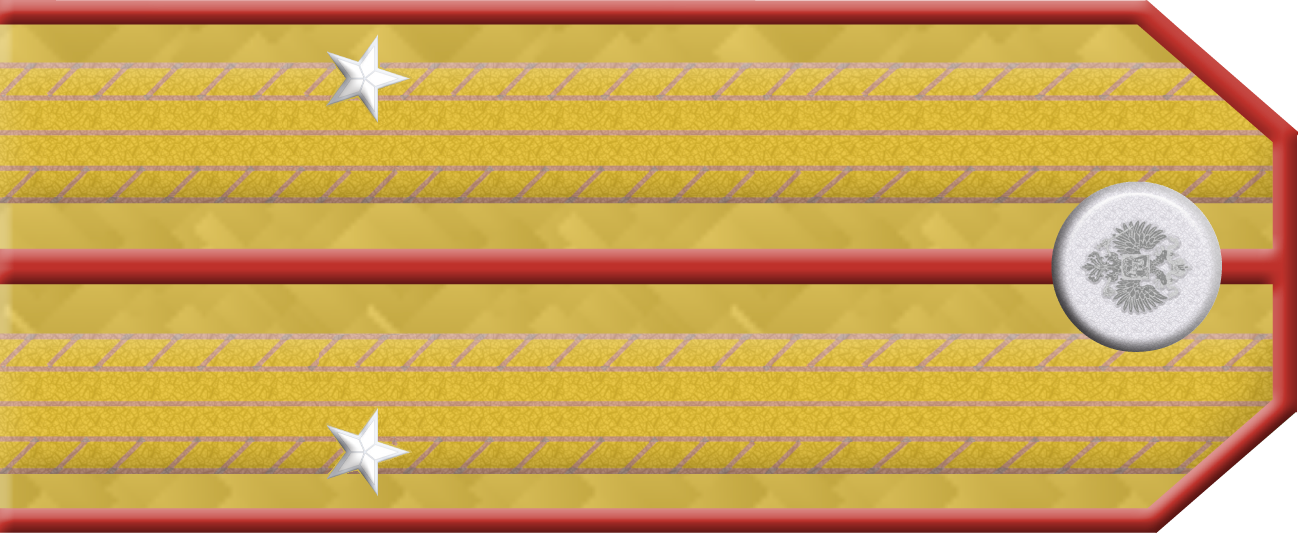
Погон підпоручика Російської імперії

Обер-офіцерський чин (звання) в російській армії, введений в Московії царем Петром Олексійовичем в 1703 р.
У 1730 році ввійшов до Табеля про ранги Російської імперії замість чину «унтер-лейтенант». Відносився до XIII класу в піхоті, XII класу в артилерії, інженерних військах. Піхотний підпоручик відповідав цивільному чину Кабінетського реєстратора. Гвардійські підпоручики були у X класі, що відповідало піхотному чину капітан-поручнику (у 1798 році змінене на чин штабс-капітана). Такі співвідношення зберігалися до 1884 року.
В зв'язку з реформами армії у 1884 році підпоручиків було підвищено до XII класу. Із скасуванням в 1884 році чину прапорщика для мирного часу став першим офіцерським чином у всіх військах, окрім кінноти і козацьких військ, де йому відповідали чини корнета та хорунжого Піхотний підпоручик відповідав цивільному чину губернського секретаря. Гвардійські підпоручики зосталися у X класі, що з 1884 року відповідало піхотному поручику. Ці остаточні зміни проіснували до припинення існування Російської імперії у 1917 році. 16 грудня 1917 року після Жовтневого перевороту декретом радянського керівництва було відмінено чини, звання та титули часів Російської імперії. Але цей чин, ще деякий час використовувався у Білій армії (1917—1921).
Підпоручик був нижче за чином ніж поручик. У воєнний час використовувався чин прапорщика, який за старшинством йшов за підпоручиком.
В ході реформ Російської армії (1807—1809 років) обер-офіцери отримали еполети без бахроми замість погон (1807), а також нового типу горжети (1808). Офіцерські горжети були знаками розрізнення, де комбінацією використаних матеріалів була можливість вказати чин офіцера. Підпоручик мав срібний горжет і герб на ньому, обідок горжету був золочений.
У новоутвореному Корпусі інженерів шляхів сполучення (1809) генерали та офіцери отримують зірочки на еполети. У підпоручика на еполетах було по одній зірочці.
З 1827 року знаки розрізнення з'явилися також у армійських офіцерів та генералів на еполетах, та з 1854 року погонах. У підпоручика на кожному погоні чи еполеті було по дві п'ятипроменеві зірочці. На погоні був один просвіт.

## Збройні сили Польщі

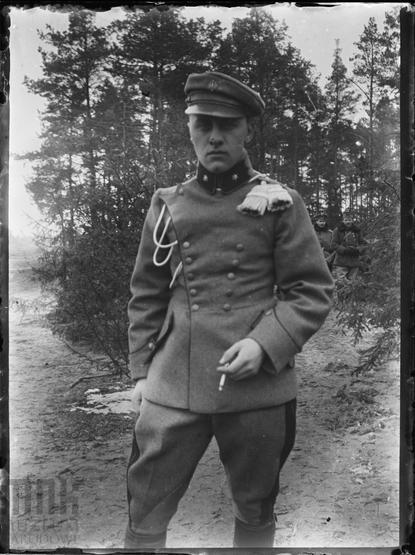
Підпоручник Польського легіону (1916)

Перше офіцерське звання польської армії. Вище за рангом ніж старший штабний хорунжий, але нижче за поручника. Знаками розрізнення підпоручника, є дві п'ятипроменеві зірочки на погоні (кашкеті чи береті). Відповідає званню лейтенант Збройних Сил України.
З'явилося у польських військових формуваннях ще до заснування Другої Речі Посполитої у 1918 році. Обер-офіцерський чин в Польському корпусі (1917—1918) Російської армії, дорівнював підпоручику в імперській армії. Мав за знаки розрізнення два кута зі срібного галуну на рукаві. Підпоручник у Польському легіоні Австро-угорської армії (1914—1918), це перше офіцерське звання. Австро-угорським еквівалентом було військове звання «лейтенант» (нім. Leutenant). Знаки розрізнення були майже ідентичні до підпоручника УСС, одна шестипроменева металева зірочка на петлиці (чи комірі з візерунком). У 1915 році був виданий указ щодо використання добровольцями чотирьохпроменевих зірочок за знаки розрізнення, замість шестипроменевих.
У Великопольській армії під час Великопольського повстання (1918—1919) підпоручник перше офіцерське звання. Військовики цієї польської армії мали знаки розрізнення у вигляді стрічок тасьми на рукавах, та вузлів на головному уборі. У підпоручника по рукаві розташовувалася одна широка стрічка тасьми, а на вузлі, була одна личка.

Підпоручник Великопольської армії (1918-1919)
Знаки розрізнення підпоручника (1919-1939)
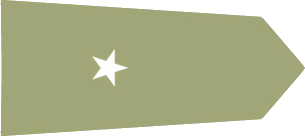
Знаки розрізнення підпоручника (до 1952)
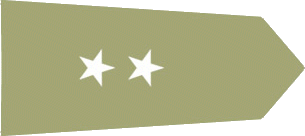
Сучасні знаки розрізнення підпоручника

## Військове званняЧехіїтаСловаччині

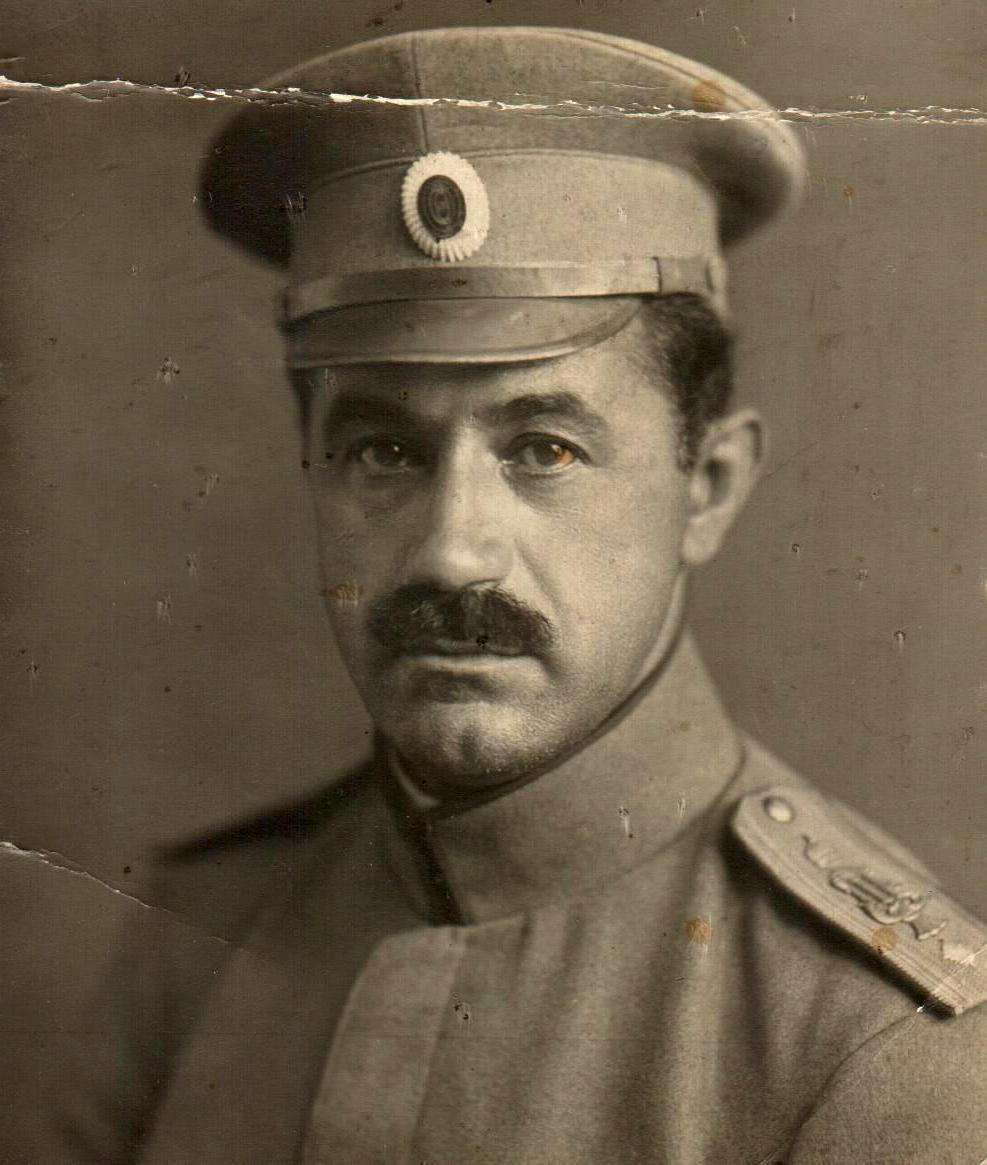
Підпоручик Болгарського царства Микола Блажев

Колишнє перше офіцерське звання у Чехії (чеськ. Podporučík), у 2011 року було скасовано. Знаками розрізнення підпоручика, була одна п'ятипроменева зірочка на погоні. Відповідало званню молодший лейтенант у Збройних Силах України.
У Чехословаччині, яка з'явилася на руїнах Австро-угорської імперії у 1918 році підпоручик був найнижчим офіцерським званням. Знаки розрізнення до 1939 року були на погонах, у підпоручика було по одній трипроменевій зірочці на кожному погоні. З 1945 по 1950 роки підпоручик носив на погонах по одній п'ятипроменевій зірочці. З 1951 по 1958 рік знаки розрізнення Чехословацької армії майже збігалися з радянськими. Погон підпоручика був з одним просвітом, та однією п'ятипроменевою зірочкою, як у молодшого лейтенанта РСЧА. З 1960 по 1992 роки знаки розрізнення підпоручика стали кріпитися на п'ятикутному погоні кольору мундиру. В такому вигляді звання перейшло після розпаду Чехословаччини до Чехії, поки не було скасовано. У Словаччині таке військове звання також було скасовано.

## Військове званняБолгарського царства
Перше офіцерське звання у Болгарського царства (болг. Подпоручик). У 1946 році, після скасування царства замість нього було введено військове звання лейтенант. Знаки розрізнення підпоручика подібні до прапорщика Російської імперії, на погоні з одним просвітом була розташована одна чотирипроменева зірочка.

## Військове звання південних слов'ян
Підпоручник (серб. Потпоручник) перший офіцерський чин у армії Королівстві Югославія (1918—1941). Нижче за поручника. Знаки розрізнення підпоручника були подібними до прапорщика у Російської імперії, на погоні з одним просвітом розташовувалася одна чотирипроменева зірочка.
Під час Другої Світової війни на теренах колишньої Югославії діяли різноманітні військові сили Хорватське домобранство, четники та НВАЮ. У комуністичної промосковської НВАЮ до 1943 року, була система службових посад (як у РСЧА до 1935 року). Після встановлення у НВАЮ персональних військових звань, підпоручник знову став першим офіцерським чином, знаками розрізнення якого була одна шестипроменева зірка. Четники продовжували користуватися знаками розрізнення королівської армії.
У Соціалістичної Федеративної Республіки Югославії (до 1992 року) знаками розрізнення підпоручника була одна п'ятипроменева зірочка на погоні.
У збройних силах Сербії, Боснії і Герцеговині, Македонії та Чорногорії (країни які з'явилися при розпаді Югославії) здебільшого була збережена система югославських рангів та знаків розрізнення. Зірочки у Сербії змінилися на чотири-, у Македонії — восьми-, у Чорногорії — шестипроменеві, а у Боснії і Герцеговині — на розетки. Чин за рангом нижче за поручника. Відповідає званню лейтенант у Збройних силах України.
У військових силах Хорватії, та Словенії чин (звання) підпоручника було не прийнято при затвердженні національних армій. Але в них з'явилося звання «надпоручник», таким чином поручники цих країн дорівнюють колишньому югославському підпоручику.

## Знаки розрізнення підпоручників (підпоручиків) різних держав
|                                   |                              |           |                                |        |           |            |
| Чехословаччина та Чехія (до 2011) | Болгарське царство (до 1946) | Югославія | Боснія та Герцеговина (з 2006) | Сербія | Македонія | Чорногорія |